# Aeroportul Nachingwea
Aeroportul Nachingwea (IATA: NCH, ICAO: HTNA) este un aeroport din Regiunea Mtwara, Tanzania. Aeroportul a fost tranzitat în decembrie 2017 de 50 de pasageri.
Situat la o altitudine de 427 m, aeroportul dispune de o singură pistă. Este operat de Tanzania Airports Authority⁠(d).